# Jean-Baptiste Pelletier
Pour les articles homonymes, voir Pelletier.
Jean-Baptiste Pelletier, né à Éclaron (Haute-Marne) le 16 février 1777 et mort à Versailles (Seine-et-Oise) le 27 mai 1862, est un général français de l’Empire.

## Biographie
Il entre en service le 1er juin 1793, élève sous-lieutenant à l'école d'artillerie de Châlons, le second de la promotion dont le chef était Drouot, il est immédiatement appelé aux armées comme lieutenant en second au 2e régiment d'artillerie à pied, et fait à 17 ans sa première campagne à l'armée du Rhin. Il se distingue aux combats de Haguenau et de Geisberg pendant le siège de Landau.
Capitaine à l'armée du Nord le 28 avril 1794, il fait les campagnes de l'an II et de l'an III, et ensuite avec l'armée de Paris où il prend part avec sa batterie à la journée du 13 vendémiaire an IV, où les sections de Paris sont vaincues par le général Napoléon Bonaparte. 
Pelletier fait les campagnes de l'an VIII et de l'an IX à l'armée d'Italie, assiste au passage du Mincio et est nommé chef de bataillon le 2 juin 1804. Il est fait membre de la Légion d'honneur le 14 juin 1804. En 1805 il reçoit le commandement de la réserve d'artillerie de l'armée du Nord où il est nommé major le 14 août 1806. En cette qualité il commande l'artillerie du corps italien qui effectue le siège de Colberg, puis l'artillerie de la division Verdres à la Grande Armée, et prend part aux batailles d'Heilsberg et de Friedland.
Nommé colonel le 24 juin 1807, et créé baron de l'Empire en 1808, il commande l'artillerie de réserve d'infanterie à la Grande Armée et est nommé directeur à Varsovie. Après la campagne de 1808, il est promu le 4 mars 1809 général de brigade par l'Empereur qui lui confie le commandement de l'artillerie et du génie du grand duché de Varsovie. Il assiste à la bataille de Raszyn près de Varsovie, à la prise de la tête du pont de Gora, et dirige lui-même les troupes qui enlèvent par escalade le plan de Zamość. Officier de la Légion d'honneur par l'Empereur le 12 août 1809, il est fait chevalier de l'ordre du mérite militaire de Pologne et général de division par le roi de Saxe en 1811.
En 1812, il conserve le commandement de l'artillerie du corps de Poniatowski (5e corps), puis est nommé commandeur de la Légion d'honneur le 22 août 1812, par l'Empereur, après l'attaque de Smolensk. Il assiste à l'attaque de la redoute de Schwardina le 3 septembre, à la bataille de la Moskowa, au combat de Torentino et est fait prisonnier au combat de Wiasma.
Rentré en France le 1er août 1814, il est admis au service avec le grade de maréchal de camp et mis en non activité le 1er septembre 1814. Le roi Louis XVIII le fait chevalier de Saint-Louis le 14 novembre 1814. Rappelé en 1815, il commande l'artillerie du 2e corps, et combat aux Quatre-Bras et à la bataille de Waterloo. Depuis il est successivement membre du comité de l'artillerie, commandant de l'école d'artillerie de Toulouse, de Metz, de l'école d'application d'artillerie et du génie, grand officier de la Légion d'honneur et général de division le 26 novembre 1836, enfin membre du comité de l'artillerie et inspecteur général de l'armée en 1837, 1838 et 1839. Grand-croix de la Légion d'honneur le 13 juin 1857.
Il épouse en 1811 Frédérique de Gentil de Langalerie, née en 1778, veuve en premières noces de François de Sylvestre, commissaires des guerres de l'armée française, dont elle a un fils, Emmanuel de Sylvestre, né en 1801.
Ils ont deux filles, Élisabeth et Frédérique Pelletier. 
Le général meurt à Versailles le 27 mai 1862. Il est enterré au cimetière de Montreuil à Versailles, avec sa fille Frédérique.